# 羅馬尼夫 (捷奧菲波利區)
49°56′23″N 26°33′16″E / 49.93972°N 26.55444°E
羅馬尼夫（烏克蘭語：Романів）是位於烏克蘭西部的村莊，由赫梅利尼茨基州裡赫梅利尼茨基區的泰奧菲波爾市鎮負責管轄。該村始建於1853年，面積0.42平方公里，海拔高度287米，2001年人口193，人口密度每平方公里457.4人。